# Aadhi Haqeeqat, Aadha Fasana
Aadhi Haqeeqat, Aadha Fasana er en indisk dokumentarfilm fra 1990 af Dilip Ghosh.